# 2020–2021-es Tipos Extraliga-szezon
A 2020–2021-es Tipos Extraliga-szezon a szlovák Tipos Extraliga huszonnyolcadik szezonja. Az alapszakasz győztese a HKM Zvolen volt, ami a rájátszás döntőjében a HK Poprad csapatát 4-1-es arányban legyőzve nyerte el a Vladimír Dzurilla-kupát és a Szlovák bajnok címet. A magyar DVTK Jegesmedvék csapata 11. helyen végezve nem jutott be a rájátszásba.

## Alapszakasz
|  | Bejutás a rájátszásba |  | Kvalifikációs meccsek a rájátszásba jutásért |  | Vége a szezonnak |

| Por. | Tím                        | M  | Gy | Gy.H. | V.H. | V  | Gólok   | +/−  | P   |
| ---- | -------------------------- | -- | -- | ----- | ---- | -- | ------- | ---- | --- |
| 1.   | HKM Zvolen                 | 50 | 27 | 8     | 6    | 9  | 179:125 | +54  | 103 |
| 2.   | HK Dukla Ingema Michalovce | 50 | 27 | 7     | 4    | 12 | 155:113 | +42  | 99  |
| 3.   | HK Poprad                  | 50 | 26 | 7     | 3    | 14 | 186:133 | +53  | 95  |
| 4.   | HC Slovan Bratislava       | 50 | 26 | 6     | 4    | 14 | 146:115 | +31  | 94  |
| 5.   | HK Nitra                   | 50 | 25 | 3     | 8    | 14 | 163:156 | +7   | 89  |
| 6.   | HC 07 Detva                | 50 | 22 | 4     | 6    | 18 | 156:144 | +12  | 80  |
| 7.   | HK Dukla Trenčín           | 50 | 21 | 6     | 4    | 19 | 169:134 | +35  | 79  |
| 8.   | HC Košice                  | 50 | 19 | 7     | 4    | 20 | 148:128 | +20  | 75  |
| 9.   | HC Mikron Nové Zámky       | 50 | 14 | 6     | 7    | 23 | 132:140 | −8   | 61  |
| 10.  | HC ’05 Banská Bystrica     | 50 | 14 | 5     | 5    | 26 | 135:171 | −36  | 57  |
| 11.  | DVTK Jegesmedvék           | 50 | 11 | 3     | 8    | 28 | 118:181 | −63  | 47  |
| 12.  | MHk 32 Liptovský Mikuláš   | 50 | 6  | 0     | 3    | 41 | 105:252 | −147 | 18  |

## Rájátszás

### Kvalifikáció
- HK Dukla Trenčín - HC ’05 Banská Bystrica 3:1 (4:3sz.u., 4:1, 1:2h.u., 3:2h.u.)
- HC Košice- HC Mikron Nové Zámky 1:3 (4:1, 1:2, 1:5, 1:3)

### Negyeddöntő
- HKM Zvolen - HC Mikron Nové Zámky 4:0 (3:2, 4:1, 4:2, 6:3)
- HK Dukla Ingema Michalovce - HK Dukla Trenčín  4:2 (5:4, 2:4, 2:1, 5:4, 1:3, 2:1h.u.)
- HK Poprad - HC 07 Detva 4:0 (6:3, 4:3, 2:1, 3:1)
- HC Slovan Bratislava - HK Nitra 4:1 (5:0, 4:1, 3:2, 2:8, 5:1)

### Elődöntő
- HKM Zvolen - HC Slovan Bratislava 4:1 (3:2sz.u., 2:3h.u., 5:2, 4:2, 2:1h.u.)
- HK Dukla Ingema Michalovce- HK Poprad 2:4 (3:1, 3:2sz.u., 1:2, 2:5, 2:3h.u., 1:3)

### Döntő
- HKM Zvolen - HK Poprad 4:1 (5:3, 4:3h.u., 2:1pp, 4:7, 3:2)

## Bajnokcsapat - HKM Zvolen
- Kapusok: Robin Rahm, Adam Trenčan, Aleksanteri Heiskanen
- Védők: Ben Betker, Branislav Kubka, Jakub Meliško, Andrej Hatala, Peter Hraško, Oldrich Kotvan, Michal Ivan, T.J. Melancon
- Csatárok: Ján Chlepčok, Jozef Tibenský, Peter Zuzin, Václav Stupka, Radovan Puliš, Dalibor Ďuriš, Miloš Kelemen, Radovan Bondra, Nikolas Gubančok, Marco Halama, Jakub Kolenič, Allan McPherson, Marek Viedenský, Maroš Jedlička, Patrik Marcinek, Juraj Mikúš, Mikko Nuutinen
- Edzők: Peter Oremus, Andrej Kmeč, Andrej Podkonický

## Díjak

### Arany korong díj
| Év   | Díjazott     | Csapat    |
| ---- | ------------ | --------- |
| 2021 | Dávid Skokan | HK Poprad |

### Kristálykorong díj
| Szeptember | Október                       | November               | December                | Január                 | Február              | Március               | Végső nyertes           |
| ---------- | ----------------------------- | ---------------------- | ----------------------- | ---------------------- | -------------------- | --------------------- | ----------------------- |
| -          | Samuel Zahradník (Nové Zámky) | Andrew Shore (Trenčín) | Patrik Svitana (Poprad) | Marek Valach (Trenčín) | Marek Tvrdoň (Nitra) | Dávid Skokan (Poprad) | Patrik Svitana (Poprad) |